# Naturbahnrodel-Europameisterschaft 1985
Die 11. FIL Naturbahnrodel-Europameisterschaft fand vom 20. bis 24. Februar 1985 in Szczyrk in Polen statt. Sie war die erste Europameisterschaft, die nicht in Österreich oder Italien ausgetragen wurde.

## Technische Daten der Naturrodelbahn
| Start                  | 0795 m n.p.m. |
| Ziel                   | 0640 m n.p.m. |
| Höhendifferenz         | 0155 m        |
| Durchschnittl. Gefälle | 0014,7 %      |
| Länge                  | 1050 m        |

## Einsitzer Herren
| Platz | Name                 | Zeit        |
| ----- | -------------------- | ----------- |
| 01    | Manfred Danklmaier   | 3:45,26 min |
| 02    | Damiano Lugon        | + 0,67 s    |
| 03    | Robert Tomelitsch    | + 3,04 s    |
| 04    | Matthäus Hofer       | ?           |
| 05    | Gerhard Pilz         | ?           |
| 06    | Raimund Pigneter     | ?           |
| 07    | Harald Steinhauser   | ?           |
| 08    | Giuseppe Cerise      | ?           |
| 09    | Oswald Pörnbacher    | ?           |
| 10    | Roland Trattnig      | ?           |
| 11    | Paweł Jędrzejko      | ?           |
| 12    | Battista Pieiller    | ?           |
| 13    | Martin Jud           | ?           |
| 14    | Andreas Jud          | ?           |
| 15    | Walter Mauracher     | ?           |
| 16    | Gerhard Hirzegger    | ?           |
| 17    | Andre Boham          | ?           |
| 18    | Paweł Goryl          | ?           |
| 19    | Jerzy Sidoruk        | ?           |
| 20    | Franz Schwab         | ?           |
| 21    | Per Winberg          | ?           |
| 22    | Knut Pisberg         | ?           |
| 23    | Piotr Szkaradnik     | ?           |
|       | Zdzisław Ścieszka    | ?           |
| 25    | Ireneusz Mendelewski | ?           |
| 26    | Oskar Knauder        | ?           |
| 27    | Håkon Sandvik        | ?           |
| 28    | Drago Česen          | ?           |
| 29    | Ryszard Chmielewski  | ?           |
| 30    | Mirko Klinar         | ?           |
| 31    | Hans Noll            | ?           |
| 32    | Mirosław Janica      | ?           |
| 33    | Josef Beschta        | ?           |
| 34    | Jerzy Ogrodzki       | ?           |
| 35    | Marjan Meglič        | ?           |
| 36    | Stephan Melliger     | ?           |
| 37    | Albin Donzel         | ?           |
| 38    | Philippe Keck        | ?           |
| 39    | Stanko Koler         | ?           |
| 40    | Ladislav Vlček       | ?           |
| 41    | Manfred Bruckmeier   | ?           |
| 42    | Robert Nagele        | ?           |
| 43    | Vinko Lavtižar       | ?           |
| 44    | Almir Betemps        | ?           |
| 45    | Johann Höfer         | ?           |
| 46    | Jan Mickos           | ?           |
| 47    | Thomas Walfridsson   | ?           |
| 48    | Eugen Leuthold       | ?           |
| 49    | Johan Myrvoll        | ?           |
| 50    | Lubomír Vymazal      | ?           |
| 51    | Hannu Heikkilä       | ?           |
| 52    | Christian Kluy       | ?           |
| 53    | Lars Ake Sandström   | ?           |
| 54    | Marku Heikkilä       | ?           |
| 55    | Stefan Valos         | ?           |
| 56    | Ben Heijmeijer       | ?           |
| 57    | Michel Vaulry        | ?           |
| 58    | Hans Wackerlin       | ?           |
| --    | Willi Danklmaier     | DNS         |
| --    | Franc Pohleven       | DNF         |
| --    | Wacław Kubica        | DNF         |
| --    | Peter Torggler       | DNF         |

Nachdem die italienische Mannschaft fünfmal hintereinander den Europameister gestellt hatte, ging in diesem Jahr durch Manfred Danklmaier der Titel im Herren-Einsitzer wieder nach Österreich. Die Silbermedaille gewann der Europameister von 1979, Damiano Lugon aus Italien. Bronze gewann der Österreicher Robert Tomelitsch.

## Einsitzer Damen
| Platz | Name                 | Zeit        |
| ----- | -------------------- | ----------- |
| 01    | Delia Vaudan         | 3:55,62 min |
| 02    | Irmgard Lanthaler    | + 3,67 s    |
| 03    | Herta Hafner         | + 4,10 s    |
| 04    | Ida Huber            | ?           |
| 05    | Małgorzata Kabat     | ?           |
| 06    | Helga Pichler        | ?           |
| 07    | Irene Koch           | ?           |
| 08    | Anita Blum           | ?           |
| 09    | Nelly Chapellu       | ?           |
| 10    | Małgorzata Konior    | ?           |
| 11    | Paula Peintner       | ?           |
| 12    | Hilde Fuchs          | ?           |
| 13    | Eva Dietrich         | ?           |
| 14    | Małgorzata Bittel    | ?           |
| 15    | Ewa Kierepka         | ?           |
| 16    | Elżbieta Chmielewska | ?           |
| 17    | Manuela Daller       | ?           |
| 18    | Petra Leitinger      | ?           |
| 19    | Mirosława Ogrodzka   | ?           |
| 20    | Tina Tolar           | ?           |
| 21    | Marie Bigert         | ?           |
| --    | Britta Jernström     | DNS         |

Die amtierende Weltmeisterin Delia Vaudan aus Italien wurde zum zweiten Mal nach 1981 Europameisterin im Einsitzer. Die Silbermedaille gewann wie schon bei der letzten EM ihre Landsfrau Irmgard Lanthaler. Auf Rang drei platzierte sich eine weitere Italienerin, Herta Hafner. Hafner war 1982 Weltmeisterin und hatte schon bei der Europameisterschaft 1979 die Bronzemedaille gewonnen. Damit standen zum zweiten Mal nach 1979 nur Italienerinnen auf dem Siegerpodest bei einer Naturbahnrodel-Europameisterschaft.

## Doppelsitzer
| Platz | Name                                          | Zeit        |
| ----- | --------------------------------------------- | ----------- |
| 01    | Raimund Pigneter – Georg Antholzer            | 2:35,54 min |
| 02    | Almir Betemps – Corrado Herin                 | + 1,01 s    |
| 03    | Andreas Jud – Ernst Oberhammer                | + 1,62 s    |
| 04    | Ireneusz Mendelewski – Krzysztof Niewiadomski | ?           |
| 05    | Ernst Marmsoler – Richard Marmsoler           | ?           |
| 06    | Giuseppe Cerise – Lauro Pont                  | ?           |
| 07    | Roland Trattnig – Harald Rabitsch             | ?           |
| 08    | Stelmaszek – Szwed                            | ?           |
| 09    | Piotr Szkaradnik – Wacław Kubica              | ?           |
| 10    | Paweł Goryl – Roman Frączek                   | ?           |
| 11    | Gerhard Pilz – Christian Klackl               | ?           |
| 12    | Johann Höfer – Raimund Höfer                  | ?           |
| --    | Johan Myrvoll – Lars Ake Sandström            | DNS         |
| --    | Paweł Jędrzejko – Roman Majka                 | DNS         |
| --    | Matthäus Hofer – Gerhard Hirzegger            | DNS         |
| --    | Mirosław Janica – Jerzy Sidoruk               | DNF         |
| --    | Arthur Gatt – August Strickner                | DNF         |
| --    | Walter Mauracher – Helmut Troger              | DNF         |

Wie im Damen-Einsitzer gab es auch im Doppelsitzer einen italienischen Dreifachsieg. Europameister wurden Raimund Pigneter und Georg Antholzer. Sie waren bei der letzten EM Zweite. Die Silbermedaille gewannen Almir Betemps und Corrado Herin. Für sie war es die erste Medaille bei Titelkämpfen. Bronze ging an die amtierenden Weltmeister Andreas Jud und Ernst Oberhammer.

## Medaillenspiegel
| Platz | Land       | Gold | Silber | Bronze | Gesamt |
| ----- | ---------- | ---- | ------ | ------ | ------ |
| 1.    | Italien    | 2    | 3      | 2      | 7      |
| 2.    | Österreich | 1    | —      | 1      | 2      |